# Nashville Superspeedway

Nashville Superspeedway

Nashville Superspeedway es un óvalo situado entre las localidades de Gladeville y Lebanon, Tennessee, Estados Unidos, y a unos 50 km de la ciudad de Nashville. Se inauguró en el año 2001 y actualmente es propiedad de Speedway corporation, la empresa que posee Dover Motor Speedway, Atlanta Motor Speedway, Charlotte Motor Speedway, las Vegas Motor Speedway, Texas Motor Speedway y Bristol Motor Spedway. La pista de Nashville mide 1,333 millas (2.145 metros) de longitud y está recubierta de hormigón. El nombre "Superspeedway" se eligió para distinguir el circuito del otro óvalo de la región, Nashville Speedway USA, que es más corto. En homenaje a la tradición musical de Nashville, los ganadores de las carreras se llevan una guitarra Gibson Les Paul como trofeo.
La NASCAR Nationwide Series corrió por primera vez en Nashville en abril de 2001. A partir de 2002, dicha división de la NASCAR disputa allí dos carreras de 300 millas (480 km), una en Semana Santa en marzo o abril y la otra en junio (julio a partir de 2011). La NASCAR Truck Series ha visitado Nashville con carreras de 200 millas, desde 2001 en agosto y desde 2010 también en Semana Santa. Ambas categorías habían visitado Nashville Speedway USA las temporadas anteriores en Semana Santa y agosto respectivamente. Entre 2001 y 2008, la IndyCar Series corrió una carrera de 266 millas (430 km) a mediados de julio, llamada Firestone Indy 200, siempre acompañado por la Indy Lights salvo en la primera edición.
Desde 2011, la pista es lugar de pruebas para los equipos de NASCAR. En 2016, Nashville estuvo cerca de transformarse en un parque de distribución y logística de la compañía Panattoni Development, pero el acuerdo se cayó.
En 2021, la pista recibirá una carrera de Copa NASCAR, reemplazando una de las dos fechas de Dover.

## Ganadores

### NASCAR
| Año  | Copa NASCAR (junio) | Copa NASCAR (junio) | Xfinity Series (marzo/abril) | Xfinity Series (marzo/abril) | Xfinity Series (junio/julio) | Xfinity Series (junio/julio) | Truck Series (marzo/abril) | Truck Series (marzo/abril) | Truck Series (agosto) | Truck Series (agosto) |
| Año  | Piloto              | Marca               | Piloto                       | Marca                        | Piloto                       | Marca                        | Piloto                     | Marca                      | Piloto                | Marca                 |
| ---- | ------------------- | ------------------- | ---------------------------- | ---------------------------- | ---------------------------- | ---------------------------- | -------------------------- | -------------------------- | --------------------- | --------------------- |
| 2001 | -                   | -                   | Greg Biffle                  | Ford                         | -                            | -                            | -                          | -                          | Scott Riggs           | Dodge                 |
| 2002 | -                   | -                   | Scott Riggs                  | Ford                         | Jack Sprague                 | Chevrolet                    | -                          | -                          | Mike Bliss            | Chevrolet             |
| 2003 | -                   | -                   | David Green                  | Pontiac                      | Scott Riggs                  | Ford                         | -                          | -                          | Carl Edwards          | Ford                  |
| 2004 | -                   | -                   | Michael Waltrip              | Chevrolet                    | Jason Leffler                | Chevrolet                    | -                          | -                          | Bobby Hamilton        | Dodge                 |
| 2005 | -                   | -                   | Reed Sorenson                | Dodge                        | Clint Bowyer                 | Chevrolet                    | -                          | -                          | David Reutimann       | Toyota                |
| 2006 | -                   | -                   | Kevin Harvick                | Chevrolet                    | Carl Edwards                 | Ford                         | -                          | -                          | Johnny Benson         | Toyota                |
| 2007 | -                   | -                   | Carl Edwards                 | Ford                         | Carl Edwards                 | Ford                         | -                          | -                          | Travis Kvapil         | Ford                  |
| 2008 | -                   | -                   | Scott Wimmer                 | Chevrolet                    | Brad Keselowski              | Chevrolet                    | -                          | -                          | Johnny Benson         | Toyota                |
| 2009 | -                   | -                   | Joey Logano                  | Toyota                       | Kyle Busch                   | Toyota                       | -                          | -                          | Ron Hornaday          | Chevrolet             |
| 2010 | -                   | -                   | Kevin Harvick                | Chevrolet                    | Brad Keselowski              | Dodge                        | Kyle Busch                 | Toyota                     | Todd Bodine           | Toyota                |
| 2011 | -                   | -                   | Carl Edwards                 | Ford                         | Carl Edwards                 | Ford                         | Kyle Busch                 | Toyota                     | -                     | -                     |
| 2021 | Kyle Larson         | Chevrolet           | -                            | -                            | Kyle Busch                   | Toyota                       | -                          | -                          | Ryan Preece           | Ford                  |
| 2022 | Chase Elliott       | Chevrolet           | -                            | -                            | Justin Allgaier              | Chevrolet                    | -                          | -                          | Ryan Preece           | Ford                  |
| 2023 | Ross Chastain       | Chevrolet           | -                            | -                            | A. J. Allmendinger           | Chevrolet                    | -                          | -                          | Carson Hocevar        | Ford                  |

### Firestone Indy 200 (IndyCar Series)
| Año  | Piloto           | Automóvil          | Equipo                |
| ---- | ---------------- | ------------------ | --------------------- |
| 2001 | Buddy Lazier     | Dallara-Oldsmobile | Hemelgarn Racing      |
| 2002 | Alex Barron      | Dallara-Chevrolet  | Blair Racing          |
| 2003 | Gil de Ferran    | Dallara-Toyota     | Team Penske           |
| 2004 | Tony Kanaan      | Dallara-Honda      | Andretti Green Racing |
| 2005 | Dario Franchitti | Dallara-Honda      | Andretti Green Racing |
| 2006 | Scott Dixon      | Dallara-Honda      | Chip Ganassi Racing   |
| 2007 | Scott Dixon      | Dallara-Honda      | Chip Ganassi Racing   |
| 2008 | Scott Dixon      | Dallara-Honda      | Chip Ganassi Racing   |